# Liste der Schwebefähren
Diese Liste gibt einen Überblick über alle bisher gebauten Schwebefähren. Nicht aufgeführt sind sogenannte „Schwebefähren“, die sich von den eigentlichen Schwebefähren erheblich unterscheiden (andere Bauart, nur wenige/einzelne Fußgänger/Radfahrer, geringe Stützweite und Höhe, Handbetrieb) und die als Bauwerke unbedeutend sind.

## In Betrieb
| Name                                      | Land                   | Eröffnung | Spannweite [m] | Bemerkungen                                              |
| ----------------------------------------- | ---------------------- | --------- | -------------- | -------------------------------------------------------- |
| Puente de Vizcaya                         | Spanien                | 1893      | 160            | Älteste Schwebefähre der Welt                            |
| Schwebefähre Rochefort                    | Frankreich             | 1900      | 140            |                                                          |
| Schwebefähre Newport                      | Vereinigtes Königreich | 1906      | 181            |                                                          |
| Schwebefähre Osten–Hemmoor                | Deutschland            | 1909      | 080            |                                                          |
| Schwebefähre Middlesbrough                | Vereinigtes Königreich | 1911      | 180            |                                                          |
| Schwebefähre Rendsburg                    | Deutschland            | 1913      | 140            | Die einzige Schwebefähre unter einer (Eisenbahn-)brücke. |
| Puente Transbordador „Nicolás Avellaneda“ | Argentinien            | 1914      | 104            |                                                          |
| Puente Nicolás Avellaneda                 | Argentinien            | 1940      | 060            |                                                          |

## Umgebaut oder stillgelegt
| Name                    | Land                   | Eröffnung | Spannweite [m] | Bemerkungen                 |
| ----------------------- | ---------------------- | --------- | -------------- | --------------------------- |
| Aerial Lift Bridge      | Vereinigte Staaten     | 1905      | 120            | 1929 zur Hubbrücke umgebaut |
| Schwebefähre Warrington | Vereinigtes Königreich | 1916      | 061            | Außer Betrieb               |

## Nicht mehr existent
| Name                        | Land                   | Baujahr | Spannweite [m] | Bemerkungen                                                                         |  |
| --------------------------- | ---------------------- | ------- | -------------- | ----------------------------------------------------------------------------------- |  |
| Schwebefähre Bizerta        | Tunesien               | 1898    | 109            | 1909 nach Brest verlagert                                                           |  |
| Schwebefähre Rouen          | Frankreich             | 1898    | 142            | 1940 zerstört                                                                       |  |
| Schwebefähre Nantes         | Frankreich             | 1903    | 141            | 1958 abgerissen                                                                     |  |
| Schwebefähre Marseille      | Frankreich             | 1905    | 165            | 1944 zerstört                                                                       |  |
| Schwebefähre Runcorn        | Vereinigtes Königreich | 1905    | 304            | 1961 abgerissen                                                                     |  |
| Schwebefähre Brest          | Frankreich             | 1909    | 109            | Aus Bizerta übernommen, 1947 abgerissen                                             |  |
| Schwebefähre Kiel           | Deutschland            | 1910    | 128            | 1923 abgerissen                                                                     |  |
| Schwebefähre Rio de Janeiro | Brasilien              | 1915    | 171            | 1935 abgerissen                                                                     |  |
| Maarsserbrug                | Niederlande            | 1939    |                | an der Unterseite einer Brücke installiert, die heute noch existiert. 1959 abgebaut |  |
| Schwebefähre Rendsburg      | Deutschland            | 1913    | 140            | Gondel 2016 bei einem Unfall schwer beschädigt; Umbau zur Fischbude                 |  |